# Leo Burmester
Leo Burmester (Louisville, 1º febbraio 1944 – New York, 28 giugno 2007) è stato un attore statunitense che apparve nella serie TV True Blue.

## Biografia
Sul palco, si è esibito come Osric in Amleto per il New York Shakespeare Festival, così come al teatro di Broadway in Big River, e come Thenardier in Les Misérables (musical). Burmester lavorò per il direttore John Sayles nel film Passion Fish nel 1992 e in Stella solitaria nel 1996. Lavorò anche per John Schlesinger e Sidney Lumet in L'ultima tentazione di Cristo nel 1988. Burmester è nato e cresciuto a Louisville, Kentucky e studiò alla Western Kentucky University come un grande biologa prima di passare al dramma. Dopo aver ricevuto un MAE dall'Università di Denver, insegnò per un anno prima di lavorare come attore. Fece il suo lungometraggio d'esordio in The House of God nel 1979, ma prima lavorava in un grande progetto di bilancio nel film Cruising 1980. Burmester interpretò uno degli agenti FBI Rosenberg in Daniel nel 1983. Svolse Holly Hunter padre nel prologo del film Dentro la notizia - Broadcast News nel 1987, e nel film Affari d'oro nel 1988. Il suo ruolo migliore fu in The Abyss nel 1989, come Catfish DeVries, esperto di decompressione.
È morto di leucemia nel 2007 a 63 anni. In base alle sue volontà, le sue ceneri sono state in parte disperse presso una fattoria del Kentucky orientale ed in altra parte dalle parti di Louisville.

## Filmografia parziale

### Cinema
- Cruising, regia di William Friedkin (1980)
- Daniel, regia di Sydney Lumet (1983)
- The House of God, regia di Donald Wrye (1984)
- Sweet Liberty - La dolce indipendenza (Sweet Liberty), regia di Alan Alda (1986)
- Dentro la notizia - Broadcast News (Broadcast News), regia di James L. Brooks (1987)
- L'ultima tentazione di Cristo (The Last Temptation of Christ), regia di Martin Scorsese (1988)
- Scuola di polizia 5 - Destinazione Miami (Police Academy 5: Assignment: Miami Beach), regia di Alan Myerson (1988)
- The Abyss, regia di James Cameron (1989)
- Amore all'ultimo morso (Innocent Blood), regia di John Landis (1992)
- Articolo 99 (Article 99), regia di Howard Deutch (1992)
- Un mondo perfetto (A Perfect World), regia di Clint Eastwood (1993)
- The Neon Bible, regia di Terence Davies (1995)
- Truman, regia di Frank Pierson – film TV (1995)
- L'avvocato del diavolo (The Devil's Advocate), regia di Taylor Hackford (1997)
- Shake, Rattle and Roll: An American Love Story, regia di Mike Robe (1999)
- Colpevole d'omicidio (City by the Sea), regia di Michael Caton-Jones (2002)
- Gangs of New York, regia di Martin Scorsese (2002)
- America Brown, regia di Paul Black (2004)
- Patch (2005) - Cortometraggio
- The Legend of Zorro, regia di Martin Campbell (2005)
- Aftermath, regia di Thomas Farone (2013)

### Televisione
- Flo – serie TV, 28 episodi (1980-1981)
- Mary Benjamin (Nurse) - serie TV, 1 episodio (1982)
- Soldato Benjamin (Private Benjamin) - serie TV, episodio 2x11 (1982)
- Chiefs – miniserie TV, 2 episodi (1983)
- George Washington – miniserie TV, 1 episodio (1984)
- Una vita da vivere (One Life to Live) – soap opera, 1 episodio (1984)
- George Washington II: The Forging of a Nation, regia di William A. Graham – film TV (1986)
- Un giustiziere a New York (The Equalizer) – serie TV, 2 episodi (1988-1989)
- True Blue - serie TV, 12 episodi (1989-1990)
- Great Performances – serie TV, 1 episodio (1990)
- I ragazzi della prateria - serie TV, episodio 3x07 (1989-1992)
- Arresting Behavior - serie TV, 5 episodi (1992)
- The General Motors Playwrights Theater – serie TV, 1 episodio (1992)
- Alex Haley's Queen, regia di John Erman – miniserie TV, 2 episodi (1993)
- Walker Texas Ranger – serie TV, episodio 2x09 (1993)
- Law & Order - I due volti della giustizia (Law & Order) - serie TV, 3 episodi (1994-2002)
- Chicago Hope - serie TV, episodio 1x17 (1995)
- Trinity (Trinity) - serie TV, 4 episodi (1998-1999)
- You're the One - serie TV, 3 episodi (1998)
- Baywatch - serie TV, 2 episodi (2000)
- Law & Order: Criminal Intent - serie TV, episodio 1x11 (2002)
- 100 Centre Street - serie TV, episodio 2x17 (2002)
- Law & Order - Unità vittime speciali (Law & Order: Special Victims Unit) - serie TV, episodio 8x08 (2006)

## Doppiatori italiani
Nelle versioni in italiano delle opere in cui ha recitato, Leo Burmester è stato doppiato da:
- Romano Ghini in L'ultima tentazione di Cristo, L'avvocato del diavolo
- Pasquale Anselmo in The Abyss
- Carlo Sabatini in Amore all'ultimo morso
- Claudio Fattoretto in Un mondo perfetto
- Gerolamo Alchieri in Non nuocere
- Ambrogio Colombo in Law & Order - I due volti della giustizia
- Claudio Parachinetto in Law & Order: Criminal Intent
- Pietro Biondi in Colpevole d'omicidio